# Algemeen Dagblad
Het Algemeen Dagblad (AD) is een Nederlands landelijk dagblad en met een oplage van 341.972 exemplaren (2020) de op een na grootste betaalde krant van Nederland. De krant wordt gepubliceerd op tabloidformaat en is eigendom van het Belgische mediabedrijf DPG Media. De hoofdredactie van de krant zetelt in Rotterdam. De redactie maakt sinds 2016 het mondiale en landelijke deel voor ADR Nieuwsmedia. Daar vallen 57 voormalige regionale kranten onder die als editie van het AD en een zevental voormalige Wegener-titels verschijnen. In 2013 was de betaalde oplage van het Algemeen Dagblad nog 409.000.

## Geschiedenis
De krant werd vlak na de Tweede Wereldoorlog, in 1946, als zus van de Nieuwe Rotterdamsche Courant opgericht door Willem Pluygers en J. Versnel. Jan Schraver werd aangesteld als de eerste hoofdredacteur, terwijl Pluygers zelf de uitgever werd. Het eerste nummer verscheen op 29 april 1946. De krant stelde zich ten doel berichtgeving in een heldere en ongekleurde taal te brengen, en los te staan van de naoorlogse verzuiling die ook in de krantenwereld zijn weerslag vond.
In 1964 werd de krant overgenomen door de Nederlandse Dagblad Unie, die was ontstaan na een fusie van de NRC met het Algemeen Handelsblad. Tot dat moment werd de krant uitgegeven door de Nieuwe Rotterdamsche Courant N.V. In 1979 fuseerde de Nederlandse Dagblad Unie met uitgeverij Elsevier, die de dagbladtak in 1995 verkocht aan PCM Uitgevers, dat reeds Het Parool, Trouw en de Volkskrant uitbracht. PCM verwierf niet alleen het Algemeen Dagblad, maar ook de fusiekrant NRC Handelsblad.

### Kwaliteitskrant
Lange tijd was het Algemeen Dagblad na De Telegraaf de tweede krant van Nederland. Vanaf eind jaren tachtig verloor de krant echter lezers. Dat proces werd vanaf 1993 versterkt door de abrupte koerswijziging van toenmalig hoofdredacteur Peter van Dijk, die de krant een volledig nieuw uiterlijk gaf en van het dagblad een kwaliteitskrant wilde maken.
Na een kort hoofdredacteurschap van Oscar Garschagen, die de titel op de voorpagina voorzag van 'Nederlands populairste kwaliteitskrant', werd ombudsman Willem Ammerlaan in een periode van grote onrust op de redactie gevraagd de nieuwe hoofdredacteur te worden. Ammerlaan herstelde de rust, maar hield vast aan de afspraak met de raad van bestuur dat hij niet langer dan maximaal twee jaar als hoofdredacteur zou aanblijven en na veertig journalistieke dienstjaren met pensioen zou gaan. Ammerlaans opvolger, Jan Bonjer, gooide daarna het roer om. Inmiddels was de Volkskrant het Algemeen Dagblad voorbijgestreefd als tweede krant van het land. Bonjer schrapte het predicaat 'kwaliteitskrant' in 2004 en richtte zich weer nadrukkelijk op de concurrentie met De Telegraaf.

### Regiotitels
Vanaf 2004 verscheen het sportkatern als ingestoken bijlage Sportwereld op tabloidformaat. In de loop van dat jaar bleek uitgeverij PCM het Algemeen Dagblad wilde versterken met regionale edities, onder andere door een betere koppeling met de kopbladen Rijn en Gouwe en De Dordtenaar. Die zouden als tabloid bij het Algemeen Dagblad worden gevoegd. Tegelijkertijd had uitgeverij Wegener plannen om in Zuid-Holland een aantal regionale titels samen te voegen. Toen beide uitgevers tot de conclusie kwamen dat de felle concurrentiestrijd die hiervan het gevolg zou zijn eerder lezers zou kosten dan opleveren werd besloten tot een samenwerking. In december 2004 werd bekend dat onderzocht zou worden of een fusie tussen het AD en zeven regionale kranten – Rijn en Gouwe, De Dordtenaar, Rotterdams Dagblad, Haagsche Courant, Utrechts Nieuwsblad, Goudsche Courant en Amersfoortse Courant – levensvatbaar was.
Er werd niet over een nieuwe naam gesproken. Die beslissing schoven beide uitgevers lang voor zich uit. Wegener voelde het meest voor een geheel nieuwe naam, maar PCM wilde de titel Algemeen Dagblad handhaven omdat dit een sterke merknaam zou zijn. Uit een door de redactieraad van het Algemeen Dagblad afgedwongen lezersonderzoek bleek in de loop van 2005 dat de lezers zeer hechtten aan de vertrouwde namen van de deelnemende kranten. Het uiteindelijke resultaat was dat in elk verschijningsgebied de naam van de bestaande regionale krant gehandhaafd bleef, met als voorvoegsel AD.
Omdat in een deel van het verspreidingsgebied de kranten Rijn en Gouwe, Goudse Courant en een editie van het Utrechts Nieuwsblad elkaar overlapten, werd hier een nieuwe naam bedacht: AD Groene Hart. Daarnaast was er een editie AD Rivierenland voor het gebied waar voorheen het Utrechts Nieuwsblad verscheen, als opvolger van Dagblad Rivierenland. Buiten de gebieden van de regionale kranten bleef de landelijke editie van het Algemeen Dagblad bestaan.
Het duurde tot eind mei/begin juni 2005 voordat alle plannen rond waren en overeenstemming met redactieraden, ondernemingsraden, vakbonden en Nederlandse Mededingingsautoriteit was bereikt. Vervolgens moest alles op de schop: er moesten nieuwe redactieafdelingen worden gevormd, er moest een nieuwe lay-out komen, en drukprocedé en distributie moesten in verband met de overgang naar 22 edities op tabloidformaat ingrijpend veranderd worden. Op 1 september 2005 was de nieuwe krant een feit, die sindsdien enkel nog op tabloidformaat verschijnt. De dag daarvoor kreeg ook de website een nieuw uiterlijk.
Na de fusie verloor de nieuwe krant tienduizenden lezers. De betaalde oplage daalde sinds 1 september 2005 van 547.272 tot 464.032 in het eerste kwartaal van 2007. In het eerste kwartaal van 2009 was de oplage verder gedaald tot 404.461. Sindsdien stijgt de oplage weer. In het derde kwartaal van 2010 bedroeg deze 448.754.
Van 6 april 2008 tot eind augustus 2008 verscheen de krant AD Sportwereld Pro, een dagelijkse sportkrant. Deze krant was in die periode bij abonnement en los verkrijgbaar.

### Overname
In de lente van 2009 werd de krant - als onderdeel van PCM Uitgevers - opgenomen in De Persgroep, een Belgische mediaorganisatie onder leiding van Christian Van Thillo. Daarop volgde een reorganisatie waardoor onder meer 116 journalisten hun baan kwijt raakten. Het aantal gedwongen ontslagen bleef beperkt tot vier à vijf vanwege een aangeboden vertrekregeling.
De reorganisatie leidde tot de ontslagname van hoofdredacteur-directeur Jan Bonjer en algemeen directeur Bernard van der Heijden. Ook vertrok de volledige raad van commissarissen. De zeskoppige hoofdredactie van het Algemeen Dagblad werd omgevormd tot een hoofdredactie met een enkele hoofdredacteur en een enkele redactiemanager. Frits Campagne werd begin juli 2009 door Van Thillo benoemd tot algemeen directeur ad interim. Per mei 2016 werd Hans Nijenhuis – voorheen werkzaam bij NRC Handelsblad – aangesteld als hoofdredacteur. Onder zijn leiding maakte de nieuwsorganisatie grote stappen op het gebied van digitalisatie. Zo ging het bedrijf video’s, programma’s en podcasts produceren vanaf de eigen redactie. Op 30 april 2021, een dag na de viering van '75 jaar AD', maakte DPG Media bekend dat Nijenhuis zou stoppen als hoofdredacteur. Hij zou wel betrokken blijven bij de krant als schrijvende redacteur en werd opgevolgd door adjunct-hoofdredacteur Rennie Rijpma; zij werd de eerste vrouwelijke hoofdredacteur van de krant.

## Medewerkers

### Hoofdredacteuren
- Jan Schraver (1946-1947)
- GN Leenders (1947-1949)
- GAW Zalsman (1949-1950)
- Jacques Ratté (1950-1958)
- Anton van der Vet (1958-1968)
- Huibert Nicolaas Appel (1968-1974)
- Ron Abram en Karel Giel (1975-1980)
- Ron Abram (1980-1993)
- Peter van Dijk (1993–2000)[8]
- Oscar Garschagen (2001-2003)
- Willem Ammerlaan (2003)
- Jan Bonjer (2003–2009)[9][10]
- Peter de Jonge (2009–2010)[11]
- Christiaan Ruesink (2010–2016)[12]
- Hans Nijenhuis (2016–2021)[13]
- Rennie Rijpma (2021–heden)[14]

### Columnisten
Een vast onderdeel van de krant zijn de columns van verschillende journalisten of bekende Nederlanders met een specifiek profiel, zoals voetbal of radio. Enkele bekende columnisten die voor de krant hebben geschreven of dat nog steeds doen, zijn:
- Özcan Akyol
- Vincent Bijlo
- Remy Bonjasky[15]
- Hugo Borst
- Fidan Ekiz
- Wilfred Genee
- Willem van Hanegem
- Angela de Jong
- Nynke de Jong
- Paul de Leeuw
- Vivianne Miedema[16]
- Sjoerd Mossou
- Saskia Noort
- Halina Reijn
- Kiki Schippers
- Raemon Sluiter
- Erben Wennemars
- Thijs Zonneveld

### Correspondenten
Bekende correspondenten die voor het Algemeen Dagblad werken of hebben gewerkt, zijn onder anderen:
- Suse van Kleef
- Edwin Winkels
- Peter d'Hamecourt

### Cartoonisten
Bekende cartoonisten die voor het Algemeen Dagblad werken of hebben gewerkt, zijn onder anderen:
- Djanko
- Gerrit de Jager
- Tom Janssen
- Paul Kusters
- Ruben L. Oppenheimer
- Bas van der Schot
- Ton Smits

### Tekenaars
Op de achterzijde van AD Sportwereld is iedere dag voorzien van nieuwe korte strips. Enkele bekende striptekenaars die voor het Algemeen Dagblad werken of hebben gewerkt, zijn:
- Toon van Driel[17]
- Floor de Goede
- Eric Heuvel
- Hanco Kolk
- Lectrr
- Hans van Oudenaarden
- Mark Retera
- Erik Varekamp
- Peter de Wit

### Presentatoren
Bekende presentatoren en presentatrices die voor de krant (online) videoproducties hebben gemaakt, zijn onder anderen:
- Arie Boomsma
- Roel Maalderink
- Hila Noorzai
- Jörgen Raymann
- Kees Tol
- Jamie Trenité
- Manuel Venderbos
- Fien Vermeulen
- Lucille Werner

## Redactie

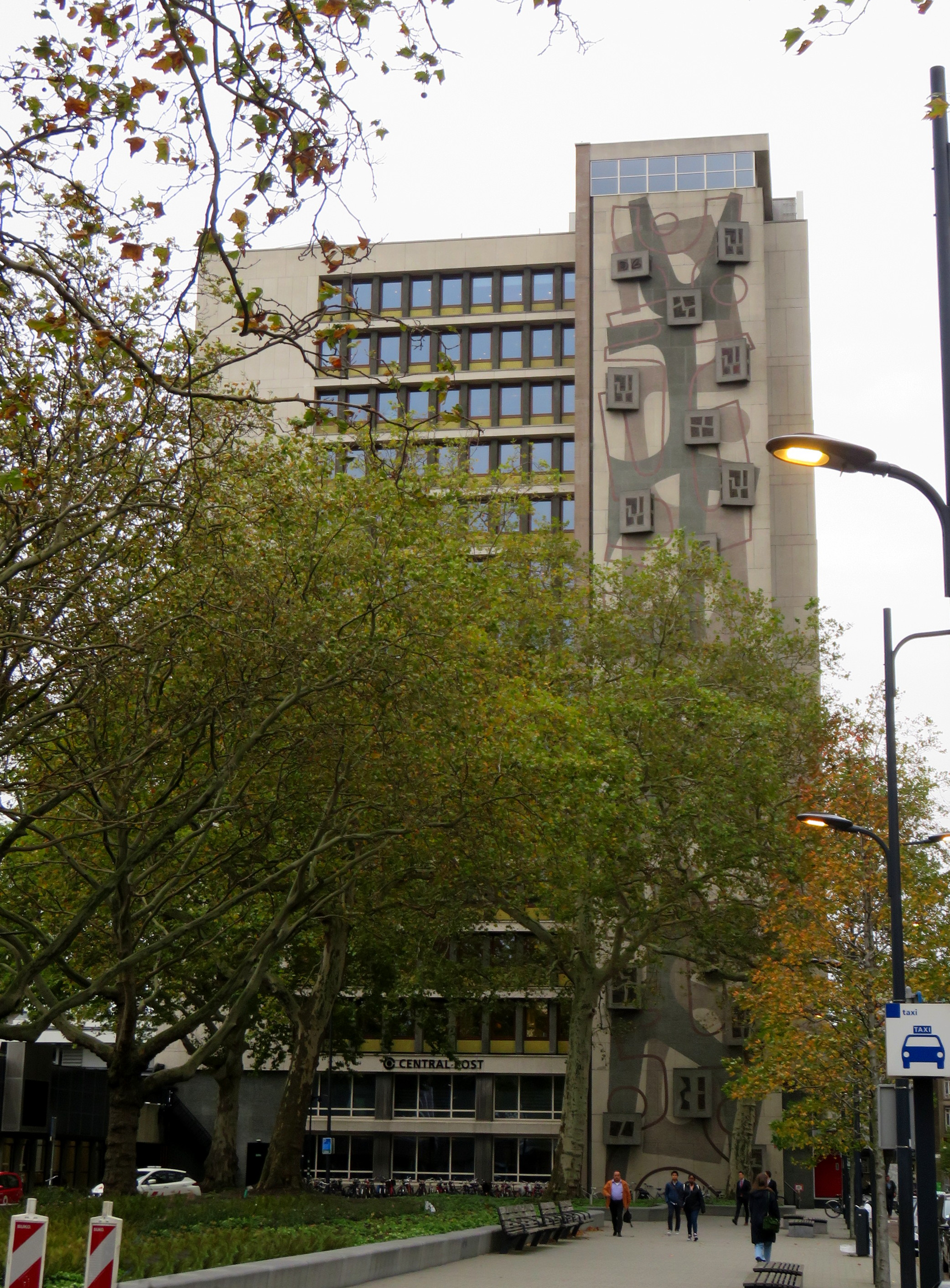
Central Post in 2019

Sinds mei 2012 zetelt de redactie van het Algemeen Dagblad in het voormalige Stationspostgebouw naast Station Rotterdam Centraal, bekend als Central Post. Het deelt dit pand met enkele andere bedrijven. 
In januari 2027 zal de redactie van het Algemeen Dagblad verhuizen naar een nieuw hoofdkantoor aan de Coolsingel in Rotterdam, ontwikkeld door EDGE. Daar zullen de centrale nieuwsredactie, de redacties van het AD Rotterdams Dagblad en het onlineplatform Indebuurt, evenals andere afdelingen van DPG Media, zich vestigen tegenover het stadhuis. Ook op deze locatie wordt het pand gedeeld met enkele andere bedrijven.
Tot 2012 was de krant gevestigd in een kantoorpand langs de A20, nabij Winkelcentrum Alexandrium in het oosten van Rotterdam.
Het Algemeen Dagblad is de enige landelijke nieuwsorganisatie die gevestigd is in Rotterdam. Wel zijn er enkele lokale en regionale nieuwsorganisaties, zoals RTV Rijnmond. Voorheen was het NRC Handelsblad ook in Rotterdam gevestigd, maar dat verhuisde naar een pand aan het Rokin in Amsterdam.

## Producten

### Krant

#### Signatuur
Het Algemeen Dagblad profileert zich sinds zijn oprichting als een neutrale krant zonder politieke of religieuze binding. Volgens het redactiestatuut dient de krant 'een populair, betrouwbaar, onafhankelijk landelijk ochtendblad' te zijn.

#### Regionale edities
Het Algemeen Dagblad kent naast een landelijke versie zeven regionale titels, waarvan sommige weer zijn onderverdeeld in lokale edities. Het is voor abonnees niet mogelijk te kiezen voor een editie. Als men in een gebied woont waar een regionale editie in omloop is krijgt men die automatisch thuis gestuurd. De landelijke editie is wel overal los te koop. De regionale titels zijn:
- Amersfoortse Courant
- De Dordtenaar
- Groene Hart
- Haagsche Courant
- Rivierenland
- Rotterdams Dagblad
- Utrechts Nieuwsblad

#### Bijlagen
Op zaterdag heeft het Algemeen Dagblad een speciale bijlage. Sinds 27 maart 2021 wordt de weekendbijlage samengesteld en geproduceerd onder de naam Mezza. De weekendbijlage is ook onderdeel van andere DPG Media-kranten, zoals het Brabants Dagblad, de Gelderlander en PZC. Eerder droeg de bijlage de naam AD Magazine. Naast de vaste bijlage op zaterdag heeft de krant rondom bijzondere gebeurtenissen ook een extra bijlage. Zo had het op 6 mei 2020, 50 jaar na de Europacup I-winst van Feyenoord, een speciale bijlage die terugblikte op die prestatie.

#### Tests
Het Algemeen Dagblad heeft in de loop der jaren verschillende consumentgerichte tests gepubliceerd. Zo was er bijvoorbeeld een 'AD Fototest', waarin de kwaliteit van foto's getest werd nadat die naar verschillende ontwikkelaars gebracht waren. Op 20 september 2008 publiceerde het blad een landelijke test van opticiens. Daarin werden oogmetingen beoordeeld en de naar aanleiding daarvan bestelde brillen op vervaardiging. De 'AD-Oliebollentest' en 'AD-Haringtest' waren jaarlijks terugkerende tests. Daarnaast was er jaarlijks ook een Friettest en een Koffietest.
Met de jaarlijkse 'AD Misdaadmeter' brengt het Algemeen Dagblad de criminaliteit in kaart en met de 'AD Ziekenhuis Top 100' bekijkt het de kwaliteit van Nederlandse ziekenhuizen. Ook krijgt het best gewaardeerde terras de 'AD Terrastroffee' uitgereikt.

### Nieuwssite
De website van het Algemeen Dagblad is een van de best bezochte actualiteitensites van Nederland, samen met NU.nl en de website van De Telegraaf. Onder leiding van toenmalig hoofdredacteur Hans Nijenhuis koos de krant in 2017 voor een 'digital first'-strategie, waarbij artikelen in eerste instantie voor de website worden geschreven. Dit droeg bij aan de groei van de website. Naast de geschreven artikelen en het laatste nieuws zijn ook podcasts, video's en spelletjes beschikbaar op de website van de krant. Ook kunnen abonnees via de website de digitale krant lezen. Via de 'AD Webwinkel' kunnen bezoekers uitjes, hotels, reizen en andere producten kopen.

### Nieuwsapp
Het laatste nieuws, de artikelen, de video's en spelletjes van het Algemeen Dagblad zijn ook via de eigen nieuwsapp te verkrijgen. In 2018 lanceerde de krant een vernieuwde app, waarin het aanbod verdeeld werd in vijf verschillende schermen;
- AD Voorpagina: het laatste nieuws uit binnen- en buitenland.
- Regio: het laatste nieuws uit een door de gebruiker geselecteerde regio, dorp of stad.
- Video: onder andere de nieuwsvideo's en online series van het AD.
- Fun: spelletjes, sudoku's en kruiswoordpuzzels.[25]
- Topics: speciaal voor de gebruiker geselecteerd nieuws uit 13 andere kranten.

De artikelen zijn, net als op de website, verdeeld in 'normale' artikelen en Premium-artikelen. De laatsten zijn alleen voor abonnees gratis te lezen. Zonder abonnement kunnen gebruikers een maximum van drie Premium-artikelen per maand lezen. In samenwerking met ESPN lanceerde het Algemeen Dagblad ook de functionaliteit Goal Alert, waarbij gebruikers een notificatie ontvangen als hun favoriete Eredivisie- of Eerste divisieclub een doelpunt heeft gescoord.

### Nieuwsbrief
Via de website kunnen bezoekers zich inschrijven voor verschillende nieuwsbrieven. Zo zijn er algemene nieuwsbrieven, bijvoorbeeld over het laatste nieuws of over de beste artikelen van de krant. Daarnaast zijn er ook specifiekere nieuwsbrieven, zoals De Week van Rotterdam of Den Haag, AD Formule 1 of over een thema als politiek, koken & eten of techniek.

### Podcast
Sinds de jaren tien produceert het Algemeen Dagblad een verscheidenheid aan podcasts over uiteenlopende onderwerpen. Per 30 april 2021 produceerde het bijvoorbeeld de podcasts In Het Wiel met Thijs Zonneveld en Hidde van Warmerdam, de AD Media Podcast met onder anderen Angela de Jong, Pitstop met Arjan Schouten en Rik Spekenbrink, en de AD Voetbal Podcast waarin de voetbalverslaggevers van de krant aan het woord komen. In januari 2021 lanceerde de krant ook haar eigen politieke podcast, Politiek Dichtbij. Sinds januari 2023 publiceert de krant ook de podcast De Zaak X, waarin rechtszaken worden besproken. 

### Video
Begin 2019 begon de krant met live-uitzendingen van De Ochtendshow to go, met presentatoren als Jörgen Raymann, Fien Vermeulen, Kees Tol en Hila Noorzai. Het programma werd van 07.30 tot 09.30 uur live uitgezonden op de website van de krant. Het was een vrij prijzige productie die later geruisloos werd afgeschaald. Als alternatief verscheen in 2020 Live Update op de website. Dit programma wordt meerdere malen per dag live uitgezonden op AD.nl met daarin het laatste nieuws.
Naast live programma's maakt het Algemeen Dagblad ook online-series, waaronder Fit voor Tokio met Arie Boomsma, Straat Wijs met Quinten Popma en Voxpop met Roel Maalderink. Ook zijn er video's van andere mediamerken te zien, zoals samenvattingen van Ziggo Sport.

## Oplage
Gemiddeld verspreide oplage van het Algemeen Dagblad tussen 2006 en 2017
Cijfers volgens HOI, Instituut voor Media Auditing